# Carnival Miracle (schip, 2004)
De Carnival Miracle is een cruiseschip van Carnival Cruise Lines en behoort tot de Spirit-klasse. Met de Carnival Miracle wordt vooral in de zeeën bij Amerika gevaren, zoals in het Caribisch gebied en naar Midden-Amerika.

## Indeling
80% van de kajuiten op de Miracle heeft zicht op zee. 80% daarvan heeft een eigen balkon. Uniek aan de Miracle is het 11 dekken hoge Metropolis Atrium met een rood glazen plafond. Naast elke kajuit hangt een schilderij van een bekende film of acteur, zoals van Long John Silver.

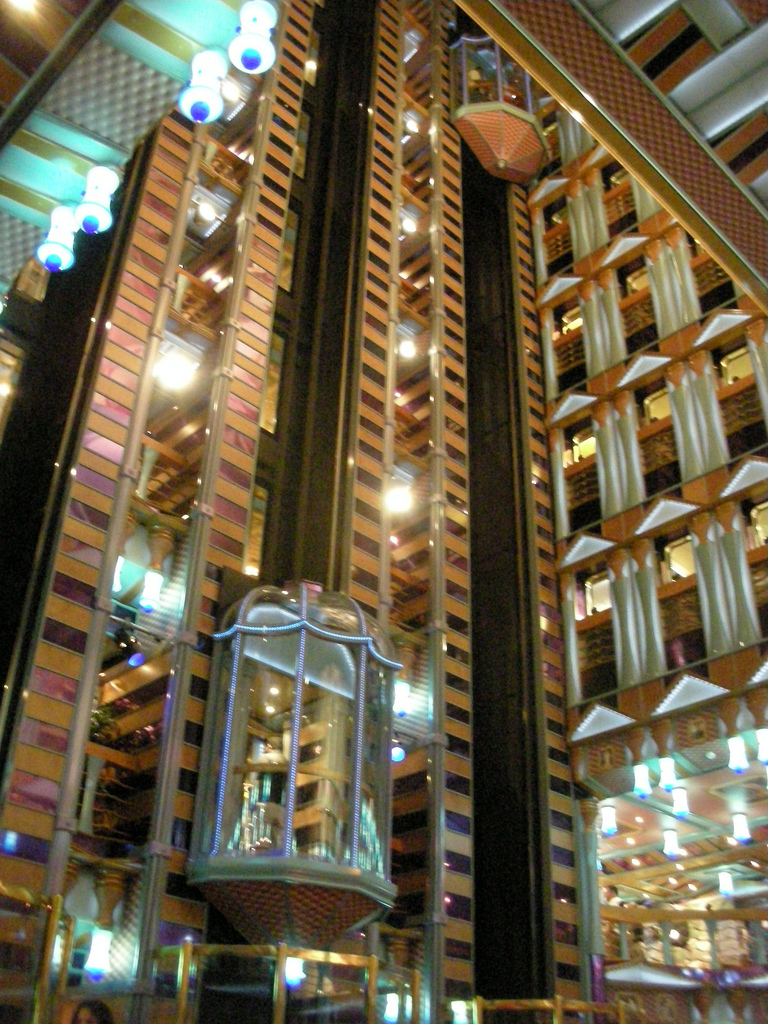
Het atrium